# Коул Сентер (Пенсилванија)
Коул Сентер (енгл. Coal Center) град је у америчкој савезној држави Пенсилванија.

## Демографија
По попису из 2010. године број становника је 139, што је 5 (3,7%) становника више него 2000. године.
| Група             | 2000.       | 2010.       |
| Белци             | 128 (95,5%) | 129 (92,8%) |
| Афроамериканци    | 0 (0,0%)    | 4 (2,9%)    |
| Азијати           | 0 (0,0%)    | 1 (0,7%)    |
| Хиспаноамериканци | 2 (1,5%)    | 0 (0,0%)    |
| Укупно            | 134         | 139         |